# Dorymyrmex caretteoides
Dorymyrmex caretteoides är en myrart som beskrevs av Auguste-Henri Forel 1914. Dorymyrmex caretteoides ingår i släktet Dorymyrmex och familjen myror. Inga underarter finns listade i Catalogue of Life.